# Урдешти (Васлуј)
Урдешти (рум. Urdești) насеље је у Румунији у округу Васлуј у општини Додешти. Oпштина се налази на надморској висини од 90 m.

## Становништво
Према подацима из 2002. године у насељу је живело 300 становника, од којих су сви румунске националности.